# أوغيت الخوري كالان
أوغيت الخوري كالان (ولدت عام 1931) هي رسّامة ونحّاتة ومصمّمة أزياء لبنانيّة عاشت في لوس أنجلوس. تعرف بلوحاتها التي تصور العري. والدها هو بشارة الخوري الرّئيس الأوّل للّبنان من عام 1943 إلى عام 1952 ووالدتها هي لورا شيحا وخالها هو ميشال شيحا. أنشأت كالان جمعية لتطوير مخيمات اللاجئين الفلسطينيين (INAAASH) التّي تعنى بتأمين الوظائف للاجئات وتبيع تطريزهنّ. وقد ألهم عملها هذا إقامة عرض تاريخيّ للتطريز الفلسطينيّ في متحف الفن الحرفية والشعبية في لوس أنجلوس.  